# Effet anomérique
En chimie organique, l'effet anomérique, souvent écrit effet anomère, est un effet stéréoélectronique qui rend compte de la tendance qu'ont des substituants adjacents à un hétéroatome sur un cycle cyclohexane à préférer une orientation axiale plutôt que l'orientation équatoriale à laquelle on s'attendrait sur la base des seuls effets stériques. Cet effet a été observé pour la première fois dans le cadre de la chimie des glucides en étudiant des cycles pyranose. Il a été appelé ainsi en 1958 en référence au fait que l'orientation des substituants sur l'atome de carbone C-1 d'un cycle pyranose détermine l'anomère de l'ose considéré. Ainsi, les deux anomères du glucopyranose sont deux diastéréoisomères dont l'un, noté α, est défini par la présence d'un groupe hydroxyle –OH axial sur l'atome C-1 tandis que l'autre, noté β, est défini par la présence d'un groupe hydroxyle –OH équatorial sur ce même atome C-1.

Mutarotation du glucose en solution entre anomères α et β.

L'effet anomérique peut également être généralisé à n'importe quel système cyclohexyle ou linéaire de formule générale C–Y–C–X, où Y est un hétéroatome possédant au moins un doublet non liant et X un atome ou un groupe électronégatif. On l'observe le plus souvent avec l'oxygène dans le rôle de l'hétéroatome Y, mais on peut également l'observer avec d'autres hétéroatomes porteurs de doublets non liants tels que l'azote, le soufre et le phosphore.

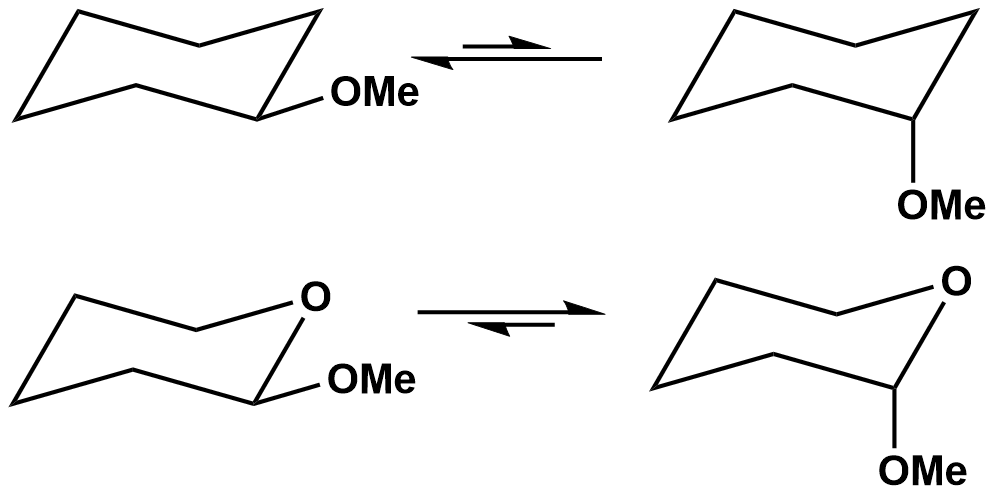
Le groupe méthoxy du cyclohexane (en haut) est plus stable en position équatoriale, cependant, la présence d'un hétéroatome d'oxygène dans l'oxane correspondant (en bas) rend la position axiale plus stable.